# Ctenopharynx
Ctenopharynx è un piccolo genere di ciclidi haplochromini dell'Africa Orientale. Due delle specie che ne fanno parte sono endemiche del Lago Malawi, mentre la terza si trova nel Lago Malawi e nei tratti superiori dello Shire.

## Specie
Vi sono attualmente tre specie riconosciute come appartenenti a questo genere:
- Ctenopharynx intermedius (Günther, 1864)
- Ctenopharynx nitidus (Trewavas, 1935)
- Ctenopharynx pictus (Trewavas, 1935)